# Balifan
Balifan (kinesiska: 八里畈, 八里畈镇, 八里畈乡) är en köping i Kina. Den ligger i provinsen Henan, i den centrala delen av landet, omkring 360 kilometer söder om provinshuvudstaden Zhengzhou. Antalet invånare är 16954. Befolkningen består av 8 778 kvinnor och 8 176 män. Barn under 15 år utgör 28,0 %, vuxna 15-64 år 59 %, och äldre över 65 år 12,0 %.
Genomsnittlig årsnederbörd är 1 445 millimeter. Den regnigaste månaden är juli, med i genomsnitt 258 mm nederbörd, och den torraste är januari, med 34 mm nederbörd.